# Barranca de Lebrija
Barranca de Lebrija es un centro poblado del municipio colombiano de Aguachica en el departamento de Cesar; el primero en población y tamaño de los centros poblados del municipio.
El centro poblado se encuentra en una posición geográfica privilegiada, siendo paso de personas que se movilizan en carreteras del sur y centro del país hacia el norte, para luego conectar al sur del departamento de Bolívar (o viceversa) en Barranca de Lebrija, en donde toman transporte fluvial por el río Lebrija y luego pasan al río Magdalena.
Barranca de Lebrija limita con el departamento de Santander al occidente, con el cual comparte el río Lebrija.

## Economía
Uno de los principales medios de subsistencia es la pesca, luego le sigue la ganadería y el comercio.
Los habitantes de Barranca de Lebrija, dependen de las fuentes hídricas principales del sur de Cesar, como lo es el río Lebrija, en el cual sus habitantes desarrollan sus labores de pesca acompañados de un trasmallo o una atarraya,

## Transporte

### Terrestre
Para llegar a Barranca de Lebrija, se puede acceder desde la Costa Caribe colombiana y desde el centro hacia el norte del país, a través de la vía Santa Marta - San Martín, Ruta Nacional 45 o Ruta del Sol, o por la vía Bogotá - Bucaramanga - Aguachica, desviándose por el sitio conocido como Morrison en la carretera pavimentada, y luego nuevamente desviándose de la vía de Cuatro Bocas a una vía destapada.

### Fluvial
Se puede acceder a Barranca de Lebrija por medio fluvial, para aquellos que vienen del Sur de Bolívar o del norte del departamento de Santander, por el río Magdalena y conectándose con el río Lebrija.